# Guillaume de la Broue
Guillaume de la Broue ou de Bruà, et encore Broë, dans certains textes anciens ( ? - 25 juillet 1257) est un clerc languedocien du XIIIe siècle, archevêque de Narbonne.

## Biographie
Abbé de Saint-Aphrodise de Béziers, il devient archevêque de Narbonne en 1245.
Arnaud, seigneur du Lac lui fait donation le 27 avril 1251 de tous les endroits qu’il a [...] dans le diocèse de Narbonne et autres lieux.
Il reçoit du pape Innocent IV, une bulle datée de 1254, lui enjoignant de s'opposer de tout son pouvoir à ceux qui tenteraient de porter préjudice à l'abbaye Saint-Félix-de-Montceau, dans ses biens
En novembre 1255, il convoque un concile provincial à Béziers, auquel assiste Guillaume de Paulin, abbé de l'abbaye Saint-Pons de Thomières, dans lequel on fit lecture et l'on reçut certaines Ordonnances que le  Roy Saint-Louis envoya.